# Dario Resta
Dario Resta, född 17 augusti 1884 i Livorno i Italien, död 2 september 1924 i Brooklands i England, var en brittisk racerförare.

## Racingkarriär
Resta föddes i Livorno i Toscana, Italien, men emigrerade till Storbritannien med sin familj som tvååring, och blev sedermera brittisk medborgare. Han tävlade inom europeisk racing innan han blev lockad till USA, för att tävla där av en importör av Peugeotbilar. Resta tävlade i Indianapolis 500 både 1915 och 1916, och blev tvåa det första året, följt av en seger det andra. Dessutom vann han det nationella mästerskapet 1916, vilket gjorde honom till den förste utländske föraren att vinna titeln. Efter att USA blivit indraget i första världskriget hade inte Resta någon möjlighet att tävla där, men han slapp deltagande i det stora kriget, då han befann sig i USA när hemlandet blev indraget. Han blev amerikansk medborgare efter kriget, och slog sig ned i Kalifornien, innan han gjorde comeback säsongen 1923, med ett tredje försök att delta i Indy 500, men efter att ha kvalat in som åtta, tvingades han bryta tävlingen. Han blev även trea i ett Grand Prix-race i Europa samma år, men omkom på Brooklands i England 1924, då han försökte sätta ett nytt hastighetsrekord. Resta blev 40 år gammal.